# Telaio Magnetico
I Telaio Magnetico sono stati un supergruppo italiano di rock progressivo, formato nel 1975 da Franco Battiato.

## Storia
I Telaio Magnetico vengono formati nel 1975 da Franco Battiato; Juri Camisasca; Mino Di Martino, ex membro dei Giganti e artefice del progetto space rock Albergo Intergalattico Spaziale; Terra Di Benedetto, moglie di Di Martino e con lui nel progetto Albergo Intergalattico Spaziale; Lino Capra Vaccina e Roberto Mazza Vincenzo Zitello.
Il gruppo è una sorta di evoluzione delle esperienze sperimentali di Battiato quali Sulle corde di Aries (1973), Clic (1974) e M.elle le "Gladiator" (1975) e di quella elettronica dell'Albergo Intergalattico Spaziale. Viene messo assieme quando il Partito Radicale decide di organizzare una serie di concerti nell'Italia Centrale e Meridionale, con la caratteristica di essere un'esperienza peculiare fin dall'inizio, assemblando vari musicisti che hanno già alle spalle un importante ruolo nel definire la musica sperimentale in Italia, distaccandosi dall'industria musicale di stampo angolofono.
Lo stile del gruppo è composto da un mosaico di sonorità elettroniche di stampo cosmico con influenze musicali mistiche tibetane, indiane e gregoriane, traendo origine dal krautrock tedesco, dallo space rock britannico e dal minimalismo di Terry Riley e La Monte Young.
(Roberto Mazza)
Il gruppo non è mai entrato in sala di registrazione, ma si è esibito unicamente dal vivo in una serie di concerti durante i mesi di novembre e dicembre del 1975 svoltisi a Roma, Bari, Taranto, Nicastro, Reggio Calabria e Gela. I concerti sono stati raccolti nell'unico album frutto della formazione, Live '75, pubblicato dalla Musicando in LP e CD solamente nel 1995. Una nuova edizione in vinile del disco è stata pubblicata da Black Sweat Records nel 2017, con l'aggiunta di una sesta traccia precedentemente inedita.
Le musiche dei Telaio Magnetico, assieme a quelle degli Albergo Intergalattico Spaziale, sono state utilizzate nella colonna sonora del film Controfigura del 2017.

## Formazione
- Juri Camisasca - voce, chitarra
- Terra Di Benedetto - voce
- Franco Battiato - tastiere
- Mino Di Martino - organo Hammond, tastiere, chitarra
- Lino Capra Vaccina - percussioni, vibrafono
- Roberto Mazza - oboe, sassofono
- Vincenzo Zitello  - viola

## Discografia
- 1995 - Live '75